# M2All Shock Volume 4
M2All Shock Volume 4 è una raccolta di pezzi dance e house pubblicata dalla radio m2o.
Le tracce sono state scelte e mixate da Provenzano Dj. Rispetto alle solite compilation la "All Shock" si caratterizza perché è un dual disc: su un lato del disco ci sono le canzoni, mentre sull'altro lato c'è un dvd con i video delle canzoni, sempre mixati da Provenzano Dj. Lo stesso Provenzano Dj segue il programma m2 All Shock che va in onda in contemporanea su radio m2o e sul canale satellitare All Music, il sabato dalle 22:00 alle 24:00.

## Tracklist
1. Ian Carey feat. Michelle Shellers - Keep On Rising (vocal mix)
2. The last days of disco - What Does It Mean To U (Steve Mac remix)
3. Se:Sa feat. Sharon Phillips - Like This Like That (extended vocal mix)
4. Juice String - Sex Weed (Laidback Luke remix)
5. Samim - Heater
6. Elroy & Tom Piper feat. Gabrielle Abela - Point'n'Clap (Matty Martinez mix)
7. Funkerman - Speed Up (original mix)
8. Provenzano Dj - Devotion (The House Keepers remix)
9. Ida Corr vs. Fedde Le Grand - Let Me Think About It (Gregor Salto & Dj Madskilz rmx)
10. Ron Carroll - Walking Down The Street (The N... Song) (Club mix)
11. Splittr - All Alone (Extended vocal)
12. Cj Stone - Be Loved (Cj Stone meets Daagard & Morane mix)
13. Bob Sinclar & Steve Edwards - Together
14. Shanna - Il Est Interdit… (Mega-mix)
15. Antoine Clamaran & Mario Ochoa feat. Lulu Hughes - Give Some Love (Mario Ochoa electrified remix)